# Christian Amalvi
Christian Amalvi, né le 23 avril 1954 à Montauban, est un archiviste, historien et universitaire français, spécialiste de l'historiographie contemporaine. Il est enseignant à l'Université Paul-Valéry-Montpellier de 1991 à 2023.

## Biographie

### Formation et parcours universitaires
Christian Amalvi est né le 23 avril 1954 à Montauban. Il entre à l'École des chartes en 1974 et en sort en 1978 archiviste-paléographe. Il est conservateur à la Bibliothèque nationale de 1978 à 1991,.
À partir de 1991, il enseigne à  l'Université Paul-Valéry-Montpellier, d'abord comme maître de conférences jusqu'en 1998. Il soutient en 1994 une thèse de doctorat d'Etat portant sur : L’Histoire pour tous : la Vulgarisation historique d’Augustin Thierry à Ernest Lavisse, 1814 - 1914, et est nommé professeur d'histoire contemporaine, succédant à son directeur de thèse, Charles-Olivier Carbonell, dans sa chaire d'histoire de l'historiographie,. Christian Amalvi prend sa retraite en janvier 2023.

### Activités historiographiques
La thèse d'École des chartes de Christian Amalvi, soutenue en 1978, porte sur La « galerie des hommes illustres » de l’histoire de France dans l’enseignement primaire de 1833 à 1914. L'année suivante, il l'utilise pour publier un premier ouvrage consacré à l'iconographie des héros de l'histoire de France scolaire sous la Troisième République. L'iconographie des héros du panthéon scolaire y est analysée comme partie prenante d'une mythologie nationale. 
Christian Amalvi publie en 1988 un livre intitulé De l'art et la manière d'accommoder les héros de l'histoire de France, rassemblant sept études différentes sur la représentation de héros et d'épisodes de l'histoire nationale au XIXe siècle et au XXe siècle.
Dans son ouvrage Le goût du Moyen Âge, publié en 1996, Christian Amalvi examine le destin historiographique des grands personnages du Moyen Âge et s'interroge sur la prédilection du public pour cette période, qu'il associe d'abord à l'enseignement de l'histoire à l'école.
Il publie en 2001 un Répertoire des auteurs de manuels scolaires et de livres de vulgarisation historique de langue française de 1660 à 1960,. 
Christian Amalvi est membre du Haut comité des commémorations nationales, institué en 1998 sous le nom de Haut comité aux célébrations nationales. Par une lettre collective publiée dans Le Monde en mars 2018, il démissionne avec neuf autres membres de ce comité : Marie-Laure Bernadac, Gilles Cantagrel, Nicole Garnier, Claude Gauvard, Robert Halleux, Jean-Noël Jeanneney, Évelyne Lever, Pascal Ory et Jacques Perot. Ils protestent ainsi contre la décision de la ministre de la culture,  Françoise Nyssen, de retirer le nom de Charles Maurras du Livre des commémorations nationales 2018. 
Il dirige en 2004 le Dictionnaire biographique des historiens français et francophones.

## Distinctions
- Membre de l'Academie des sciences et lettres de Montpellier à partir de 2023[2].

## Publications

### Ouvrages
- Les Héros de l'histoire de France : recherche iconographique sur le panthéon scolaire de la Troisième République, Paris, Phot'œil, coll. « Regard/Histoire », 1979, 315 p. (ISBN 978-2863530108)[4].
- De l'art et la manière d'accommoder les héros de l'histoire de France : De Vercingétorix à la Révolution. Essais de mythologie nationale, Paris, Albin Michel, coll. « L'aventure humaine », 1988, 473 p. (ISBN 9782226035110)[6].
- Le goût du Moyen Âge, Paris, Plon, 1996 (ISBN 978-2259180498)[7].
- Répertoire des auteurs de manuels scolaires et de livres de vulgarisation de 1660 à 1960, Paris, La Boutique de l'Histoire, 2001, 288 p.[9],[10].
- Les héros des Français : Controverses autour de la mémoire nationale, Paris, Larousse, coll. « Bibliothèque historique », 2011, 448 p. (ISBN 9782035839817).
- Ces lieux qui racontent l'histoire de France, Paris, Larousse, 2019, 224 p. (ISBN 9782035979766).

### Direction d'ouvrages
- Une passion de l'histoire : Hommage au professeur Charles-Olivier Carbonell, Toulouse, Privat, 2001, 387 p. (ISBN 978-2708958029).
- Dictionnaire biographique des historiens français et francophones de Grégoire de Tours à Georges Duby, Paris, La Boutique de l'Histoire, 2004, 366 p. (ISBN 978-2910828325)[14].
- Les lieux de l'histoire, Paris, Armand Colin, 2005, 411 p. (ISBN 9782200267223).
- Images militantes, images de propagande : Actes du 132e Congrès national des sociétés historiques et scientifiques, Arles 2007, Paris, CTHS, coll. « Actes des congrès nationaux des sociétés historiques et scientifiques », 2010 (lire en ligne).
- Usages savants et partisans des biographies, de l'Antiquité au XXIe siècle : Actes du 134e Congrès national des sociétés historiques et scientifiques, « Célèbres ou obscurs : hommes et femmes dans leurs territoires et leur histoire », Bordeaux, 2009, Paris, CTHS, coll. « Actes des congrès nationaux des sociétés historiques et scientifiques » (no 134-4), 2011 (lire en ligne)
- Annales du Midi : revue archéologique, historique et philologique de la France méridionale : Religion et politique dans la France méridionale à l'époque contemporaine, vol. 274, Toulouse, Privat, 2011 (lire en ligne).
- Jeanne d'Arc entre la terre et le soleil du midi : Regards méridionaux sur la bonne Lorraine, XVe – XXIe siècle, Michel Houdiard éditeur, 2012, 277 p. (ISBN 9782356920898).
- Histoire de Montpellier, Toulouse, Privat, 2015, 925 p.
- Histoire du Tarn, Toulouse, Privat, coll. « Histoire Des Villes », 2018, 1018 p. (ISBN 9782708983809).
- Ombres et lumières du Sud de la France. Les lieux de mémoire du Midi, Paris, Les Indes savantes, 2015-2016, 368+527 p.[15]